# Denmark (rivier)
De Denmark is een rivier in de regio Great Southern in West-Australië. De rivier ontspringt nabij Pardelup en meandert zuidwaarts tot ze door Denmark stroomt om vervolgens in de Wilson-inham uit te monden.

## Geschiedenis
De oorspronkelijke bewoners van de regio, de Nyungah Aborigines, noemden de rivier Kwoorabup. Kwoorabup betekent "plaats van de irmawallaby". Thomas Braidwood Wilson ontdekte de rivier toen zijn schip Governor Phillips voor herstellingen in de King George Sound lag. Wilson ging in december 1829 op verkenningstocht met John Kent, William Gough en twee gevangenen, met de Aboriginesman Mokare als gids. Wilson vernoemde de rivier naar zijn mentor en vriend, scheepsarts Alexander Denmark.

## Geografie en ecologie
De Denmark heeft twee zijarmen, de Cleerillup-kreek en de Scottsdale-beek. In 1961 werd de Denmark-dam in de rivier aangelegd om Denmark van water te voorzien. De ontbossing sinds de kolonisatie zorgde echter voor de verzilting van het rivierwater. Daarom werd in 1988 de Quickup-dam aangelegd in de Quickup, een zoetwaterrivier. In 2004 werd duidelijk dat de verzilting van de Denmark dalende was. De Denmark was de eerste rivier in Australië waar het verziltingsproces werd teruggedraaid. Dit was vermoedelijk het resultaat van de controle op ontbossing sinds 1978 en de recentere herbebossing in het stroomgebied. Bij een tekort aan drinkwater in de Quickup-dam wordt water uit de Denmark-dam door ontziltingsinstallaties naar de Quickup-dam overgepompt.
- Library of Congress Control Number: sh85036829
- Nationale Bibliotheek van Israël: 987007548287705171
- Virtual International Authority File: 315526636